# Széchenyi Kinga
Széchenyi Kinga Irma (Budapest, 1941. március 9.) angoltanár, emlékíró, szobrász, Széchenyi-leszármazott, Prékopa András matematikus felesége.

## Életpályája
Szülei korán elváltak, apja később Amerikában élt. Ő az anyjával Budapesten maradt. 1951-ben a családját kitelepítették a Szolnok megyei Kőtelekre, ahol 1953 szeptemberéig éltek. Ezután egy időre Balatonszemesre kerültek. A budapesti Patrona katolikus iskolába járt. Származása miatt nem vették fel a Külkereskedelmi Főiskolára. A Képzőművészeti Főiskolára sem sikerült bejutnia, hasonló okok miatt, pedig szobrász szeretett volna lenni. Csak 1970-ben sikerült esti egyetemen elvégeznie az angol szakot.
1962-ben férjhez ment Prékopa András matematikushoz. 1985-ben férje meghívást kapott az Egyesült Államokba, a Rutgers Egyetemre. Ettől kezdve váltakozva éltek az Egyesült Államokban és Magyarországon.

## Munkássága
A tanítás és fordítás mellett nem hagyott fel a szobrászattal sem, kiplasztikákat készít. Megírta kitelepítésük történetét, ezt a könyvét angol és német nyelvre is lefordították.

### Könyvei
- Megbélyegzettek. A kitelepítések tragédiája,  Kráter Kiadó, 2008, 2015
- Stigmatized : a history of Hungary's internal deportations during the Communist dictatorship, Reno, Nevada, USA : Helena History Press LLC, a division of KKL Publications LLC, 2016 (angol)
- Klassenfeinde. Die Geschichte der Deportationen in Ungarn während der kommunistischen Schreckensherrschaft, Seubert Verlag, 2022 (német)

### Fordításai
- Széchényi László: Mégis kisüt a nap, Budapest, 1992, Gondolat Kiadó
- Robert B. Cialdini: A befolyásolás lélektana: a meggyőzés pszichológiája, Budapest: Corvinus, 1999. 375 o.
- Tom Godwin: Rideg egyenletek, 1990
- Seamus Deane: Nyughatatlan ír lelkek,  Helikon, 2000, 250 o.

## Tagság
- New York Hungarian Scientific Society